# ریجویل شمالی (اوهایو)
ریجویل شمالی(به انگلیسی: North Ridgeville) شهری در ایالت اوهایو کشور ایالات متحده آمریکا است که جمعیت آن در سرشماری سال ۲۰۱۰ میلادی، ۲۹٬۴۶۵ نفر بوده‌است.